# Christiane Klapisch-Zuber
Christiane Klapisch-Zuber   (Mülhausen, 30 de novembre de 1936 - 11è districte de París, 29 de novembre de 2024) va ser una historiadora francesa, directora honorífica d'estudis a l'École des hautes études en sciences sociales i especialista en història social i història de la família.

## Biografia
Provenia d'una família protestant, alsaciana i gascona, establerta a Chantilly el 1939. El seu besavi era el pintor Henri Zuber. Es va casar amb el físic Robert Klapisch amb qui va tenir una filla, Marianne, el 1969.
Va estudiar al Lycée Lamartine i després de rebre classes de literatura al Lycée Janson-de-Sailly, va ser admesa a l'École Normale Supérieure de Sèvres (1955-1960). Agregada en història i geografia (1959), va completar un diploma d'estudis superiors en història sota la direcció de Charles-Edmond Perrin. Durant la guerra d'Algèria, va militar pel FLN després de la seva reunió amb Assia Djebar, també de Sévre. Va ser arrestada el 1961 quan va deixar passar la nit a la seva habitació a un funcionari algerià del FLN. Va romandre empresonada durant deu mesos a la presó de La Petite Roquette. Nomenada professora d'història a l'institut de Compiègne, no va poder tornar al seu càrrec i, per tant, no es va reintegrar al sistema educatiu francès.
Alliberada, després amnistiada sense haver estat ni condemnada ni exonerada, va esdevenir secretària de l'advocat del FLN Mourad Oussedik. De 1962 a 1969, va ser cap d'obres a la Escola Pràctica d'Alts Estudis, on Robert Philippe i Jacques Le Goff li van presentar Fernand Braudel. L'any 1966 va defensar una tesi en història, Carrara i els seus marbres, sota la direcció de Jacques Le Goff, a la Escola Pràctica d'Estudis Avançats, publicat sota el títol Els mestres del marbre. Carrara 1300-1600 (1969). Aleshores va ser professora ajudant, després professora de 1969 a 1981, posteriorment va ser nomenada directora d'estudis el 1981. Va esdevenir directora honorífica d'estudis i membre associada del Centre d'Investigacions Històriques (EHESS) l'any 2002.

## Activitat científica
És especialista en la història de la Itàlia premoderna, des de finals de l'Edat Mitjana fins al Renaixement. Va realitzar les seves primeres investigacions sobre l'extracció de marbre de Carrara a la Itàlia medieval, a la qual va dedicar la seva tesi, després es va dedicar a la recerca en història demogràfica i història familiar a Florència, a finals de l'edat mitjana, estudiant més concretament qüestions relacionades amb la fertilitat, la nupcialitat i la mortalitat, així com la formació de les dones, la transmissió del seu patrimoni i els seus valors culturals.
Era membre del consell editorial de la revista Clio. Femmes, Genre, Histoire des de la seva creació.